# Народна медицина
Народна медицина, традиционална домаћа медицина је „медицински систем“ потеко у народу, који се заснива на искуству, магији (врачању) и традиционалним препаратима, традиционалне домаће медицине. Осећање бола и патње, претње, усамљеност и потребе за заштитом које је наметнуто човеку његовом болешћу, тражило је од човека неко објашњење. И он га је себи и другима и пружао. Тако је настала народна медицина као први и веома често основни облик лечења. Данас, се она негује углавном у сиромашним и заосталим срединама, у којима се стечена знања најчешће преносе усменим путем са колена на колено. Народна медицина није јединствена и универзална, односно разликује се од народа до народа, од континента до континента, а настала је мешањем застарелих схватања, празноверја и случајних сазнања.

## Историја
Народна медицина постоји онолико дуго колико постоје и људска бића. А све је почело тако што је у настојању да се изборе са окружењем, које је често било сурово пуно опасности, људи, и њихови преци, почели су да развијају начине ублажавање бола и лече физичке и менталне проблеме.
Пол Кардено (Paul Cardeno), један од познатијих историчара медиицине, пред смрт је у писму своме учитељу написао и следеће:
| „ | Нас су учили да историја медицине почиње са старим Грцима, и да су у Грчкој настали зачетци медицине и свеколике медицинске мисли. Како се наша сазнања мењају, сада знам да су се варали. Не само медицина него и медицинска мисао постојала је неколико хиљада година пре него што су се појавили први грчки лекари. | ” |

Сазнање да је болест настала са појавом живота на земљи а са њим и народна медицина; упућује још неколико историчаре медицине, да усмере пажњу на општу историју, и прве трагове у њој имајући у виду речи Цицерона
| „ | Да је историја хроника неког времена ..." ... и да је ... „То оно историјско раздобље које почиње када се човек јавља као билошко биће и траје до појаве првих писаних споменика." ... " То почиње са Праисторијом, као најстаријом друштвеном формацијом у којој је у тренутку опште еволуције извршен процес биолошког и друштвеног очовечење и издвајања човека као посебног биолошког бића. | ” |

О давно стеченом сазнању о настанку народне медицине говори често и познати српски историчар медицине др Владимир Станојевић , у својим радовима:
| „ | Да је болест старија од живота, а лечење једно од најстаријих човекових занимања ..." "... медицина као свесна терапијска и профилактичка активност сеже у далеку прошлост "..." да медицина као наука постоји од зачетка људске свести и медицинске мисли, и да њено проучавање почиње са првим траговима праисторије и појаве човековог претка . | ” |

У периоду ниског степена човековог битисања, лечење се сводило на некакве облике неконтролисаних радњи и покрета, који ће и касније бити присутни све до формиране емпирије.
У средњем степену човековог развоја, он користи руке, да прилагођава оруђа која су му потребна за свакодневни живот и открива ватру и почиње да развија демонистичка веровања о порекло болести. Зато примитивни човек болест или повреду приписује „неком наљућеном демону“
На вишем ступњу дивљаштва човек - „Хомо сапиенс“, је био најасавршеније створење на Земљи које је владаоло извесним стваралачким способностима, па је живео у вештачки саграђеним колибама, обрађивао земљу, и за тај рад користио домаће животиње.
Праисторија - варварство- је значајна епоха за развој људске личности и његове свести. Она се карактерише појавом појединих делатности и формирем заједница људи, према супротном полу и деци. У овакво организованом начину живота, у варварство се односи заснивају пре свега на бризи о здрављу - која је организована на нивоу самопомоћи. У овом раздобљу јављају се и први облици народне медицине, који ће се под бројним утицајима спољних фактора, базирати на развоју стеченог искуства. У почетку, многи од примењених третмана праћени су проблемима, јер је често долазило до неочекиваних дејстава и грешака, након примене разних биљака и других метода лечења, које је човек осмислио посматрањем реакција животиња на третман болести или повреде. Тако су временом, појединци унутар породице или племенских група постали вешти у помагању болесним и повређеним. Неки од њих су тако постали одговорни за спровођење „церемоније“ лечења, верских ритуала, и других обреда осмишљених да осигурају безбедност и здравље у својим заједницама. Ово ће искуство временом прећи у суверени облик лечења, народне а касније и у емпиријску медицину.

## Народна медицина данас
Народна медицина данас постоји раме уз раме са модерном медицинском праксом, иако је често у супротности са њом. То је првенствено због тога што њене методе веома често нису у складу са оним што је савремена наука зна о узроцима настанка болести, болестима и шта се сматра најефикаснијим медицинским обликом лечења. Они који користе и верују у рад народних лекарских ординација, своја сазнања о њима стекли су од многих генерација и других особа које су користиле њихове третмане. У традиционалној народној медицини нагласак се даје равнотежи и „хармонији“ у телу, јер је тело повезано са земљом и космос што је веома важно у процесу лечења и зато постоји веровање у народној медицини да болест треба лечити свим расположивим ресурсима. Биљни препарати, молитва, магија, дијета, вежбање, и правилан друштвени односи су одржива средства у настојању да се сачува здравље.
Историјски гледано, за јавно здравље и његову праксу у 21. веку велики значај имала је:
- свест о различитостима односа према здрављу,
- веровање у искуства која се могу стећи од оних који користе традиционални приступ народној медицини,
- спсобност елиминације осуде оних који тај приступ користе,
- сазнање да данашња медицинска пракса, данас, ради ефикасно на основама различитих традиција народне медицине са којима се свакодневно сусреће у својој пракси.[7]

## Облици лечења
Основни поступци које она користи су: народна фитотерапија, анимална медицина, народна хирургија и магијска медицина.
Народна фитотерапија
Фитотерапија користи супстанце биљног порекла у лечењу болести, олакшавању болова, зарастању рана и сл. У те сврхе се припремају различити чајеви, мелеми, капи, раствори итд. Савремена научна медицина је преузела нека од тих сазнања и искористила их за припрему лекова у фармацеутској индустрији.
Анимална медицина
Као што сам назив ова грана народне медицине подразумева употребу супстанци животињског порекла у терапијске сврхе. Посебно је била актуелна током средњег века и одржала се све до половине 19. века, мада се и данас у неким земљама могу наћи овакве материје. Најчешће су се користиле: рибље очи, сасушене глисте, змијска кошуљица, сасушени шкорпиони, крила од слепог миша, рогови, длаке разних животиња, мокраћа и измет од јежа, медвеђа жуч итд.
Народна хирургија
Овај облик хирургије и данас се негује у појединим срединама. Она је некада била уско повезана са берберским и ковачким занатом. Овим видом лечења су се углавном бавили мушкарци, а најчешћи захвати су били: пуштање крви, обрада рана, вађење зуба и намештање прелома и ишчашења. Тежим захватима (као што је вађење каменца из бешике, реклинација мрене на оку и репозиција са ресекцијом киле) бавили су се ранари или видари.
Магијска медицина
Магија као облик лечења има корене који сежу у најдаљу прошлост људског рода. У њој се настанак болести објашњава деловањем натприродних сила и демона, па се и лечење састоји у деловању на те факторе. Спроводили су је углавном племенски врачеви, шамани, исцелитељи итд. Призивање у помоћ добрих духова представља белу магију, док се призивање злих духова назива црном магијом. Основни превентивни поступак магијске медицине је ношење амајлија, амулета и талисмана. Осим тога, спомињу се још: фетишизам, табу, тотем и др. У дијагностици се утврђује да ли је обољење узроковано природним факторима или натприродним силама. У те сврхе се гледа у пасуљ, баца се ужарено угљевље или топљено олово у воду итд. Најчешћи терапијски поступак у магијској медицини је егзорцизам (истеривање демона из тела болесника).
Две основне категорије народних лекара су: жене лекари које се углавном баве бајањем и фитотерапијом, и лекари мушкарци који врше хируршке интервенције. У већини случајева, то им није основно занимање.
„Правилником о ближим условима, начину и поступку обављања метода и поступака традиционалне медицине“ у Р. Србији озакоњена је примена препарата традицоналне домаће (народне) медицине, ако установа или приватна пракса која користи ову методу има најмање једно лице које има дозволу Министарства здравља за обављање ове делатности.